# Hszia-házbeli Fa
Hszia (Xia)-házbeli Fa (más néven: Csing (Jìng) 敬, Csing-fa (Jìngfā) 敬發 / 敬发  vagy Fa-huj (Fāhuì) 發惠 / 发惠; Hou-csing (Hòujìng) 后敬) a félig legendás Hszia (Xia)-dinasztia 16. uralkodója, aki apja, Kao (Gao) halálát követően lépett trónra, s a hagyomány szerint 11 évig (kb. i. e. 1848-1837) uralkodott.
Életéről, akárcsak a legtöbb Hszia (Xia) uralkodónak az életéről meglehetősen kevés információt árulnak el a források. A korai történeti művek általában csak szűkszavú, a legfontosabb eseményekre koncentráló, kronologikus felsorolást tartalmaznak. 
A Bambusz-évkönyvek szerint a Fa trónra lépése alkalmából rendezett ünnepségre valamennyi vazallusa megjelent az udvarban.
Uralkodása 7. évében (kb. i. e. 1831) földrengés rázta meg a Tajsan (Taishan)t. A kínai krónikákban ez a térség első dokumentált földrengése.
Halálát követően a fia, a dinasztia utolsó uralkodója Csie (Jie) követte a trónon.